# Consell Nacional Croat
El Consell nacional Croat fou la representació dels croats el 1918 al dissoldre's l'Imperi Austrohongarès.
Consells nacionals de les nacionalitats s'havien format a Àustria-Hongria i Rússia el 1917 i 1918. El 29 d'octubre de 1918 el parlament (Sabor) croata, actuant com a Consell Nacional, va proclamar l'Estat dels Eslovens, Croats i Serbis com un estat independent. Els Habsburg van reconèixer l'estat i li van transferir la flota el 31 d'octubre. El 2 de novembre de 1918 es va formar el govern de Croàcia. La bandera nacional croata vermella, blanca i blava fou la bandera del nou estat.
Un altre Consell Nacional, el Consell Nacional Iugoslau, s'havia format a l'estranger agrupant sobretot serbis, i algun croata i eslovè, per oposar-se a la cessió a Itàlia de la Dalmàcia (que els aliats li havien promès si entrava en guerra) i es va establir a Zagreb el 15 d'octubre de 1918, presidit per un eslovè però dominat pel serbi Svetozar Pribićević, i el 24 de novembre de 1918 va demanar formar un estat comú a serbis, croats i eslovens. Aquest Consell s'havia acostat als serbis com a únic poder que podia ajudar els croats i eslovens contra les ambicions territorials italianes.
El partit agrari, el principal de Croàcia, defensava la independència, i els delegats electes van demanar una república de camperols independent i neutral. Però tropes sèrbies ja estaven al país i l'1 de desembre de 1918 el príncep serbi Alexandre va demanar el reconeixement d'un estat unificat de serbis, croats i eslovens, que es va formar el dia 5. El Consell Nacional Croata, superat per les circumstàncies i mancat de suport militar, no va poder fer res. Per decret Alexandre va dissoldre el Consell Nacional Croata, i va formar un parlament de majoria de serbis que va declarar vigent la constitució sèrbia de 1903. Tot i els intents de conservar la independència a la Conferència de París del maig de 1919, el Regne dels Serbis, Croats i Eslovens fou reconegut i el Consell Nacional Iugoslau en va sortir guanyador.